# Grêmio Esportivo Brasiliense
Grêmio Esportivo Brasiliense was een Braziliaanse voetbalclub uit Núcleo Bandeirante, in het Federaal District.

## Geschiedenis
De club werd opgericht in 1959 en was datzelfde jaar de eerste kampioen van het Campeonato Brasiliense, de nieuwe staatscompetitie voor de pas gebouwde hoofdstad van Brazilië. De club speelde tussen 1959 en 1977 elf seizoenen, met enkele onderbrekingen in de staatscompetitie en werd twee keer kampioen.

## Erelijst
Campeonato Brasiliense
1959, 1970